# Zettabyte
Een zettabyte (afgekort ZB) is 1.000.000.000.000.000.000.000 (1021) bytes. Zetta is de SI-prefix voor een triljard.

## Trivia
- Onderzoeksgroep IDC schatte het totale aantal gegenereerde data in 2016 op 16.1 zettabytes.[1]
- Datzelfde IDC voorspelde in 2017 dat de hoeveelheid gegenereerde data per jaar in 2025 naar 163 zettabytes zou groeien.[1]

Andere eenheden of benamingen: bit · nibble/tetrade · byte/octet · phit · qubit · qutrit · trit